# Perry Como
Pierino Ronald "Perry" Como (Canonsburg, 18 de maio de 1912 – Jupiter Inlet Colony, 12 de maio de 2001) foi um cantor e apresentador de televisão norte-americano.
Durante mais de cinquenta anos de carreira ele gravou exclusivamente para a RCA Victor, após ser contratado em 1943. "Mr. C", como era conhecido, vendeu milhões de discos para a RCA e obteve destaque no meio televisivo por seu pioneirismo, ao apresentar um novo programa de variedades, "The Perry Como Show", que foi um grande sucesso e estabeleceu-se como referência para o gênero, tornando-se um dos mais bem-sucedidos da História. O sucesso alcançado por Como na televisão e na música não foi igualado por nenhum outro artista em sua época. Durante os anos 1940, Como apareceu em um trio de filme da 20th Century Fox, os quais coestrelou Carmen Miranda.
Perry Como foi responsável por inúmeros sucessos, com vendagens tão altas, que a gravadora literalmente parou de contabilizar os números a pedido do próprio cantor. Os seus programas semanais e especiais de televisão eram transmitidos ao redor do mundo e sua popularidade aparentava não possuir barreiras geográficas ou culturais.
Ele se sentia igualmente à vontade em grandes apresentações ao vivo ou na quietude de um estúdio de gravação. O apelo de sua música atravessou gerações, tornando-o um artista respeitado tanto por seu profissionalismo quanto por sua conduta de vida pessoal. No obituário feito em sua memória pela gravadora RCA Victor na revista Billboard americana, a sua vida foi resumida em poucas palavras: "Cinquenta anos de música e vida bem vividos. Um exemplo para todos".
O compositor Ervin Drake disse sobre ele, "às vezes alguém como Perry surge e simplesmente não 'vai na onda dos outros', e mesmo assim prevalece, apesar de ser importunado pelos que o cercam para que ceda aos seus valores corrompidos. Mas isso só acontece às vezes." Perry Como foi agraciado com a Honraria do Kennedy Center em 1987, que representa o reconhecimento por contribuição significativa para a Cultura Americana através das artes cênicas e do espetáculo. Em 2006 o artista foi inserido no "Long Island Music Hall of Fame". Perry Como ainda tem a distinção de possuir três estrelas na Calçada da Fama de Hollywood, cada uma representando o seu trabalho no rádio, na televisão e na música.

## Vida pessoal
Perry Como nasceu em Canonsburg, Pensilvânia, que fica aproximadamente 30 quilômetros ao sul de Pittsburgh. É o sétimo dos treze filhos do casal Pietro Como e Lucia Travaglini, que imigraram para os Estados Unidos em 1900, vindos da Itália, originários de Palena, na região de Abruzos. Ele era católico. Seu pai era barítono amador e colocou todos os filhos para estudar música, mesmo tendo dificuldades para pagar as aulas. Para ajudar no orçamento doméstico, o jovem Perry começou a trabalhar na barbearia de Steve Fragapane aos 10 anos de idade, recebendo 50 centavos por semana.
Apesar de sempre ter gostado de cantar e, ainda na adolescência, ter mostrado talento para tocar trombone na fanfarra da cidade e órgão na igreja local, a primeira grande ambição de Perry Como era ser o melhor barbeiro da sua cidade. Com quatorze anos de idade ele já era dono de sua própria barbearia. Em 31 de julho de 1933, ele se casou com sua namorada da adolescência, Roselle Belline, que ele conheceu num piquenique em Chartier's Creek, na Pensilvânia, no ano de 1929, quando ele tinha 17 anos. Eles tiveram três filhos: Ronald, David e Therese. Em 1993 ele sobreviveu a um câncer de bexiga, depois de um tratamento bem-sucedido. Perry e Roselle continuaram casados até a morte dela em agosto de 1998, aos 84 anos. Como ficou devastado pelo falecimento de sua esposa.

## Carreira

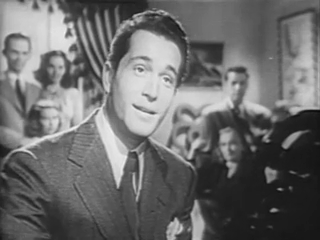
Perry Como em Sonhos de Estrela, (1945).

Em 1933, Perry uniu-se à banda de Freddy Carlone em Ohio, e três anos mais tarde foi trabalhar na Ted Weems' Orchestra, onde fez as suas primeiras gravações. A primeira delas foi uma canção intitulada "You Can't Pull the Wool Over My Eyes", gravada para o selo Decca Records.
Em 1942, o maestro Ted Weems dissolveu a banda, e então Perry decidiu retornar para Canonsburg, para ficar próximo à sua família e voltar a exercer a profissão de barbeiro. Ele estava cansado de viver viajando sem a companhia da esposa e do filho pequeno. Ainda quando negociava o aluguel de uma loja para reabrir sua barbearia, Perry recebeu uma ligação da General Artists Corporation, oferecendo-lhe seu próprio programa de rádio na emissora CBS, além de um contrato de gravação com a RCA Victor. Quem proporcionou o estímulo inicial para Perry recomeçar sua carreira foi a esposa, Roselle, que disse "Você sempre poderá abrir uma outra barbearia se não der certo!"
"Goodbye Sue", de 1943, composta por Jimmy Rule, Lou Ricca e Jules Loman, foi a primeira canção gravada na RCA Victor.  Perry se tornaria o artista que mais tempo esteve contratado pela gravadora—mais de 40 anos. No final do ano de 1944, ele foi para a rádio NBC fazer o programa Chesterfield Supper Club. Mais tarde, ele se tornaria um artista de grande sucesso no teatro e em apresentações em casas noturnas. No início dos anos 1940, houve ocasiões em que Frank Sinatra solicitava a Perry Como para substituí-lo em apresentações no Paramount Theater.
Em 1945, Como gravou a balada "Till the End of Time" (baseada na "Polonesa Heroica" de Chopin), que foi o marco inicial de sua carreira de sucesso. Ele se tornou também o primeiro cantor popular a alcançar a marca de dois milhões de discos vendidos, com dois LPs ao mesmo tempo no mercado, "Till the End of Time" e "If I Loved you", naquele mesmo ano. Perry Como foi o primeiro artista a ver dez de seus discos alcançarem a marca de um milhão de cópias vendidas. Da mesma forma, o seu programa de televisão alcançou uma audiência muito maior do que qualquer outro programa musical apresentado por um cantor até hoje.
Como obteve, segundo a pesquisa de Joel Whitburn das Paradas de Sucesso Americanas, quatorze músicas que chegaram ao topo em pelo menos uma das três listas da Billboard (cópias vendidas, disc jockeys e jukeboxes): "Till The End Of Time" (1945); "Prisoner of Love" (1946); "Surrender" (1946); "Chi-Baba, Chi-Baba" (1947); "A - You're Adorable" (1949); "Some Enchanted Evening" (1949); "Hoop-De-Doo" (1950); "If" (1951); "Don't Let The Stars Get In Your Eyes" (1952); "No Other Love" (1953); "Wanted" (1954); "Hot Diggity (Dog Ziggity Boom)" (1956); "Round And Round" (1957); and "Catch a Falling Star" (1957).
Em 14 de março de 1958, a RIAA, a associação das grandes gravadoras americanas, certificou o hit "Catch a Falling Star" como o primeiro Disco de Ouro da entidade. "Catch a Falling Star" foi composta por Paul Vance e Lee Pockriss. A dupla também foi responsável pela canção "Itsy Bitsy Teeny Weeny Yellow Polka Dot Bikini." Nesse mesmo ano, Perry Como foi premiado na primeira edição do Grammy, na categoria Melhor Performance Vocal Masculina, com a música "Catch a Falling Star". O seu último hit Top 40 foi uma versão da música de Don McLean, "And I Love You So", gravada em 1973.
Ele gravou muitos discos para a RCA entre 1952 e 1987, e são atribuídos a ele numerosos discos de ouro. Perry Como possuía tantos discos que alcançaram esse status, que ele simplesmente se negou a certificar a vendagem de muitos deles. Era a simplicidade que tanto o diferenciava dos seus colegas do meio artístico, e que o fazia ser adorado por legiões de fãs ao redor do mundo. Sabe-se que Perry Como vendeu milhões de discos durante sua carreira, mas ele evitava constantemente que esses números fossem divulgados.
Após 27 anos sem se apresentar em casas noturnas, ele decidiu aceitar um convite para cantar no International Hotel em Las Vegas, em junho de 1970. Desde 1944 que ele não fazia apresentações, tendo cantado a última vez no famoso nightclub Nova Iorquino, Copacabana.  Ainda que tenha continuado a apresentar-se regularmente em Las Vegas, ele limitou suas apresentações apenas a essa cidade. Foi também nos anos 1970 que Como fez a sua primeira grande apresentação fora dos Estados Unidos, em um show no London Palladium, destinado a arrecadar fundos para instituições de caridade infantil, em maio de 1974. Perry voltaria ao Reino Unido em novembro, novamente ao Palladium, para uma apresentação para a Família Real Britânica, também para arrecadar fundos para instituições de caridade. Logo depois disso, em 1975, ele anunciou sua primeira turnê, que começaria pelo Reino Unido.
Nos anos 1980, o clima no ambiente de gravação já não era mais o mesmo dos velhos tempos da RCA Victor. No início de sua carreira, as sessões em estúdio eram repletas de diversão e alegria. Em uma gravação de 1959 da música "Santa Claus is Comin' to Town", um ouvinte mais atento poderá escutar Perry gargalhando no momento de uma entrada da orquestra. Mas em anos recentes, o ambiente de estúdio tornou-se muito mais sombrio. Por esse motivo, ele abandonou a gravação do que seria seu último álbum de estúdio, no início dos anos 1980. Em 1987 ele voltou a gravar para a RCA, dessa vez, com uma pessoa de sua inteira confiança: o amigo e parceiro Nick Perito. Sua gravação de "The Wind Beneath My Wings" era quase autobiográfica—uma conclusão perfeita para uma carreira longa e bem-sucedida. Ele gravou apenas mais uma vez, em 1994, para o seu Concerto de Natal na Irlanda.
A partir de 1989 até o ano de sua morte, 2001, Como apresentou um programa de rádio semanal com John Knox, chamado "Weekend With Perry".

### Características vocais
Segundo Perry Como, o artista que mais influenciou a sua maneira de cantar foi Bing Crosby. O estilo de Perry Como é amplamente conhecido por suas "acrobacias" vocais, como registrada na canção "Hot Diggity (Dog Ziggity Boom)". Mas essa era apenas uma de suas facetas, como descrito pelo crítico musical Gene Lees no encarte do LP de 1968, "Look To Your Heart":

## Cinema
Em 1943 Perry começou a fazer filmes em Hollywood, assinando um contrato de 7 anos com a 20th Century-Fox. Ele trabalhou em cinco fitas: "Alegria, Rapazes" (Something for the Boys, 1944), "Sonhos de Estrela" (Doll Face, 1945) - ambos com participações de Carmen Miranda -, "March of Time" (1945), "Se Eu Fosse Feliz" (If I'm Lucky, 1946) - também com participação de Miranda -, e "Minha Vida É uma Canção" (Words and Music, 1948), mas ele nunca pareceu estar à vontade fazendo filmes. Outro problema era o declínio em popularidade dos musicais, o que forçou os estúdios a deixarem de produzir esse gênero de filme. Em 1948, Como solicitou uma rescisão de contrato e foi liberado amigavelmente pela Fox. Citando o próprio, "Eu estava desperdiçando o tempo deles e eles o meu." Enquanto fazia o seu programa semanal de televisão, Perry recebeu algumas propostas interessantes para fazer cinema, mas ele raramente tinha tempo para se dedicar aos filmes.

## Televisão
Perry Como iniciou sua nova carreira quando a NBC passou a transmitir pela TV o programa de rádio Chesterfield Supper Club em 24 de dezembro de 1948. Um convidado muito especial nesse primeiro programa foi o seu filho de 8 anos, Ronnie, que participou de um coral de crianças. Durante a  temporada de 1949-1950, o programa durava meia hora, e era exibido nas noites de domingo, concorrendo diretamente com o programa Toast of The Town, de Ed Sullivan. Em 1950, Perry foi para a CBS e o nome do programa foi mudado para The Perry Como Show, novamente patrocinado pela marca de cigarros Chesterfield. A atração tinha 15 minutos, indo ao ar às segundas, quartas e sextas-feiras, logo após o CBS Television News (mais tarde conhecido como Douglas Edwards with the News). O programa também era simultaneamente transmitido no rádio através do Mutual Broadcasting System. A atração continuou a ser exibida no início anos 1950 até retornar para a NBC no outono de 1955, agora apenas aos sábados, com uma hora de duração, e continuando a apresentar números musicais, esquetes de humor e participações especiais de artistas da época. A música de abertura era "Dream Along With Me".
Perry recebia milhares de cartas com pedidos para cantar determinadas músicas, e foi nessa época que ele começou a usar os característicos casacos de lã (cardigans) que se tornariam a sua marca registrada. O tema de encerramento do programa era a música "You Are Never Far From Me". O locutor Frank Gallop se tornou uma espécie de "escada" para as brincadeiras e piadas de Perry, pois ele era a "voz invisível que vinha do céu" durante a primeira temporada do programa. Havia um clima de descontração tanto nos ensaios como no programa em si. Em dezembro de 1955 os telespectadores puderam ver pela primeira vez o que Perry fazia antes de se tornar um cantor profissional. O ator Kirk Douglas era um dos convidados do programa, e tinha deixado a barba crescer para interpretar Vincent Van Gogh no filme "Sede de Viver" (Lust for Life, 1956), que ele tinha terminado de filmar naquela semana. Perry Como fez a barba de Kirk Douglas ao vivo em rede nacional. Em 15 de setembro de 1956, o primeiro programa da nova temporada do Perry Como Show foi transmitido em cores diretamente dos novos estúdios da NBC no Ziegfeld Theatre em Nova Iorque, tornando-o um dos primeiros programas semanais a ser transmitido em cores. Em 1959, o programa de Como passou para as noites de quarta-feira, agora com o nome "Perry Como's Kraft Music Hall". O programa duraria 8 anos, e nos últimos quatro (1963-1967) foi transmitido mensalmente na forma de especial, revezando-se com os programas "Kraft Suspense Theatre", "The Andy Williams Show" e finalmente "The Road West".

## Morte
Perry Como morreu dormindo em sua casa na cidade de Jupiter Inlet Colony, no estado norte-americano da Flórida, seis dias antes de completar 89 anos de idade, no dia 12 de maio de 2001. Ele havia sido diagnosticado com Alzheimer. O filho mais velho do ator, Ronnie, e sua filha, Terri, não concordavam com os termos do testamento de Perry, elaborado em 1999, e se tornou alvo de discussão judicial no mesmo ano de sua morte. O funeral do ator aconteceu na Igreja Católica St. Edward em Palm Beach, Flórida. Encontra-se sepultado ao lado de sua esposa, Roselle, no cemitério Riverside Memorial Park, em Tequesta, no condado de Palm Beach.

## Obra
Gravou versões que ficaram famosas em sua voz:
- Magic Moments
- Papa Loves Mambo
- Catch A Falling Star
- It's Impossible
- And I Love You So
- (There's No Place Like) Home For The Holidays
- I'll Be Home for Christmas
- Some Enchanted Evening
- Don't Let The Stars Get In Your Eyes
- Moon River
- Prisoner Of Love
- Santa Claus Is Coming to Town
- Winter Wonderland
- I've Got You Under My Skin
- If